# Marcelina de San José
Marcelina de San José (Caracas, 18 de junio de 1874 - Barranquilla, 16 de noviembre de 1959) fue una religiosa venezolana que vivió en Colombia y fundó la Congregación de las Hermanitas de los Pobres de San Pedro Claver. Fue declarada venerable por el papa Benedicto XVI, el 20 de diciembre de 2012. Se encuentra en proceso de beatificación.

## Biografía
Luisa Marcelina Aveledo nació en el seno de una familia que le brindó una recta formación humana y cristiana. Su madre era miembro de la Tercera Orden Franciscana y su padre murió al poco tiempo de su nacimiento.
En 1899, a sus 25 años, Luisa Marcelina ingresó en Maiquetía a la Congregación de las Hermanitas de los Pobres, cuya dedicación y oficio eran la adoración de la Eucaristía y el auxilio y cuidado de los enfermos en los hospitales. El 25 de marzo de 1900 vistió el hábito religioso, recibiendo el nombre de Marcelina de San José. Emitió su primera profesión en 1902, y la profesión perpetua en 1908. Marcelina de San José fue enviada al hospital venezolano de Los Teques para dirigirlo y allí, con generosidad, se dedicó al cuidado de los enfermos y de los militares heridos.
En 1909 fue nombrada superiora de la comunidad de Barranquilla. Allí las Hermanas dirigían un hospicio en el que recibían a casi cien ancianos pobres y se atendían gratuitamente a muchas niñas pobres en una escuela. En razón de la diversidad de pensamiento y opiniones sobre la razón de la vida religiosa en el instituto, comenzaron los disentimientos. Esto generó una gran perturbación en la vida de la reciente Congregación de tal manera que muchas Hermanas, entre ellas la madre Marcelina de San José, se separaron del instituto.
Marcelina de San José, junto con las Hermanas de Barranquilla, quiso perseverar en su oficio, atendiendo a los ancianos en el hospicio y se confió a la protección del entonces arzobispo de Cartagena (Bolívar, Colombia), Pietro-Adamo Brioschi, quien determinó la separación de ambos institutos, disponiendo cambiar al de Barranquilla el hábito y el nombre. Las religiosas pasaron a ser conocidas como las Hermanitas de los Pobres de San Pedro Claver, señalando el ejemplo de aquel santo de la Compañía de Jesús, que fue apóstol de los esclavos.
En 1917 Marcelina de San José fue elegida superiora general, confirmada de nuevo en este oficio en 1935. La nueva congregación se expandió al asumir obras de caridad para los mendigos, los necesitados y los ancianos. Concluido su oficio de superiora general, Marcelina de San José fue elegida responsable del Consejo General, oficio en el que se dedicó a la formación de las Hermanas. 
Para las jóvenes que ingresaban al instituto, Marcelina de San José elaboró y dispuso algunas notas sobre los principios de la espiritualidad de la congregación: el amor a la cruz, el recogimiento interior, el silencio, el amor a los pobres en quienes se sirve al mismo Cristo y la renuncia a uno mismo. Meditaba principalmente sobre la Divina Providencia, la Pasión, la Eucaristía, la Inmaculada y San Pedro Claver.

## Fallecimiento
En los últimos meses de su vida, debido a una grave enfermedad, murió en Barranquilla el 16 de noviembre de 1959.

## Venerable
El 20 de diciembre de 2012, el papa Benedicto XVI publicó un decreto reconociendo sus virtudes y dándole el título de venerable.

## Contemplaciones
- La contemplación de Dios en la naturaleza: "La naturaleza nos habla de Dios, necesitamos ponerle atención. Las religiosas debemos ser como los artistas y poetas, listas a descubrir la belleza de Dios, en todas sus obras".
- La contemplación de Dios en nosotras mismas: "Oh alma hermosa, cuán grande es tu existencia. Cesa alma mía de maravillarte de la altura de los astros, de la profundidad de los mares, del brillo del sol... maravíllate de ti misma”.
- Contemplación en sus Hermanas de Comunidad: La fidelidad expresada en la práctica de los pequeños detalles: "La Vida y por consecuencia la santidad, se compone de pequeños detalles, y estos pequeños detalles dependen de nosotras: Si queremos lo podemos hacer, si vigilamos en todo".

La praxis del silencio integral legado por nuestra Madre Marcelina: "Si queremos ser fuertes aprendamos a callar, todo es debilidad y la única grandeza es la ciencia del silencio".